# Rositsa Pekhlivanova
Rositsa Pekhlivanova (née le 31 janvier 1955 à Sliven) est une athlète bulgare, spécialiste du demi-fond. 

## Biographie

### Palmarès
| Date | Compétition                    | Lieu     | Résultat | Épreuve | Performance   |
| ---- | ------------------------------ | -------- | -------- | ------- | ------------- |
| 1975 | Championnats d'Europe en salle | Katowice | 3e       | 800 m   | 2 min 06 s 3  |
| 1975 | Universiade                    | Rome     | 3e       | 1 500 m | 4 min 10 s 17 |
| 1976 | Championnats d'Europe en salle | Munich   | 3e       | 1 500 m | 4 min 15 s 8  |

### Records
| Épreuve      | Performance  | Lieu | Date         |
| ------------ | ------------ | ---- | ------------ |
| 1 500 mètres | 4 min 09 s 0 | Nice | 17 août 1975 |